# Gosewijn III van Valkenburg
Gosewijn III van Valkenburg (ca. 1125 - ca. 1180) was een 12e-eeuws ridder uit het adellijke huis Valkenburg-Heinsberg. Hij was onder andere heer van Valkenburg. Daarnaast was hij gedurende zijn leven een van de trouwste bondgenoten en krijgsheren in dienst van keizer Frederik I Barbarossa bij diens Italiaanse campagnes.

## Levensbeschrijving
Gosewijn III werd rond 1125 geboren als oudste zoon van Gosewijn II van Valkenburg-Heinsberg en Adelheid van Sommerschenburg. Zijn moeder was de dochter van paltsgraaf Frederik V van Saksen. Hij volgde in 1168 zijn vader op als heer van het land van Valkenburg.
In 1154 nam Gosewijn deel aan de eerste Italiëtocht van keizer Frederik Barbarossa, getuige twee actes opgemaakt te Tivoli en Trente. In juni 1158 nam Gosewijn, samen met zijn broer Filips I van Heinsberg en wellicht ook met hun vader Gosewijn II, deel aan de tweede Italië-veldtocht van Barbarossa. Bij deze veldtocht maakte de jonge Gosewijn blijkbaar grote indruk bij de keizer, want toen deze in Monza de huldiging van de ridders der graafschappen Martesana en Seprio in ontvangst nam, maakte hij Gosewijn podestas, (gouverneur) van deze deelgebieden van Lombardije. De Milanezen hadden veel last van deze graafschappen, die stevig in keizerlijk-Duitse handen waren. In 1159 belegerde het 20.000 man sterke leger van Milaan de burcht Erba. Gosewijn meldde dit aan de keizer, die vervolgens 500 van zijn trouwste ridders stuurde. Nog voordat de hulptroepen aankwamen, trok Gosewijn met zijn troepen op tegen de Milanezen, die uit angst voor het keizerlijke leger vluchtten. In 1161 nam Gosewijn de burcht Biandronno in en verwoestte deze.
Toen de keizer in 1164 terugkeerde naar Duitsland, volmachtte hij ene Ruinis als gouverneur van Martesana. Gosewijn bleef echter gouverneur van Seprio. Hij representeerde daar het door de Lombardische bevolking over het algemeen gehate Duitse gezag. Eind 1165 bracht Gozewijn persoonlijk verslag uit aan de keizer inzake de situatie in Italië. Op 22 februari 1166 werd Gosewijn genoemd in een door aartsbisschop Reinoud van Dassel te Neuss uitgevaardigde oorkonde. Een jaar later werd Gosewijns broer Filips I van Heinsberg door de keizer benoemd tot aartsbisschop van Keulen en kanselier van Italië.
In 1168 overleed zijn vader Gosewijn II en werd Gosewijn III heer van Valkenburg en voogd van de proosdij van Meerssen (eigendom van de Sint-Remigiusabdij in Reims). Of hij zijn vader ook opvolgde als heer van Heinsberg is onduidelijk. Rond deze tijd wordt zijn oom(?) Siegfried van Heinsberg als heer van Heinsberg genoemd, waarschijnlijk een zoon van Gerard I of Gerard II van Heinsberg.
Toen in de herfst van 1174 keizer Frederik Barbarossa aan zijn vijfde en laatste Italiaanse campagne begon, nam Gosewijn opnieuw deel. Deze keer verliep de strijd echter ongunstig voor de keizer en bij de Slag bij Legnano op 29 mei 1176 verloor hij Lombardije en werd Gosewijn door de Milanezen gevangengenomen. Na de Vrede van Venetië op 25 juli 1177 kwam Gosewijn vrij en kon hij terugkeren naar Valkenburg. Op 11 april 1179 wordt Gosewijn III voor het laatst genoemd in een keizerlijke oorkonde die te Seltz is opgemaakt. Waarschijnlijk is hij kort daarna overleden, want uit een akte die waarschijnlijk in 1180 gedateerd kan worden, blijkt dat zijn zoon Gosewijn IV hem is opgevolgd.

## Huwelijk en kinderen
Gozewijn III was gehuwd met Sophia van Saffenberg en hadden drie kinderen:
- Gosewijn IV, de latere heer van Valkenburg.
- Otto, proost van Sint-Lambertus in Luik en aartsdiaken van Kempenland
- Adelheid / Aleidis, die trouwde met graaf Arnoud II van Kleef